# Encontro com Deus
O encontro com Deus, ou apenas encontro, é um retiro espiritual produzido por segmentos do cristianismo evangélico, como em igrejas em células G12. O evento possui uma premissa de proporcionar uma experiência intensiva de fé, conversão e restauração espiritual, e é utilizado por muitas instituições evangélicas como uma etapa fundamental na captação de novos membros.

## Características
O Encontro com Deus geralmente ocorre durante um fim de semana, por três dias, em locais afastados dos centros urbanos, como sítios, acampamentos ou chácaras. Durante esse período, os homens e as mulheres são separados e são orientados a não utilizarem aparelhos eletrônicos. Os participantes são imersos em pregações orações e dinâmicas voltadas ao fortalecimento da fé, confissão de pecados, cura interior e libertação espiritual.
O Encontro é voltado, principalmente, para pessoas que estão iniciando sua caminhada na fé cristã ou que recentemente ingressaram na igreja. No entanto, também é comum que membros antigos participem, especialmente se estiveram recentemente afastados de atividades religiosas.

## Controvérsias
Apesar de sua popularidade em muitos contextos evangélicos, o modelo do Encontro com Deus também recebe críticas de diferentes setores religiosos e acadêmicos. Uma delas é centrada no fato de que pessoas podem ser convidadas para o encontro sem saber o que ocorre no local. Ademais, pessoas podem ser orientadas a não contarem o que ocorre no evento.
Outras críticas incluem: excesso de emocionalismo, já que o evento pode induzir questões emocionais; controle e manipulação, com relatos de práticas consideradas coercitivas, como confissões públicas, pressão para adesão à igreja organizadora e interrupção de contato externo durante o retiro.